# Ernest Montaut
Pour les articles homonymes, voir Montaut.
Pierre Louis Ernest Montaut, connu sous le nom d'Ernest Montaut, né le 7 novembre 1878 à Montauban et mort le 9 août 1909 à Colombes, est un artiste peintre, affichiste et dessinateur français.

## Biographie

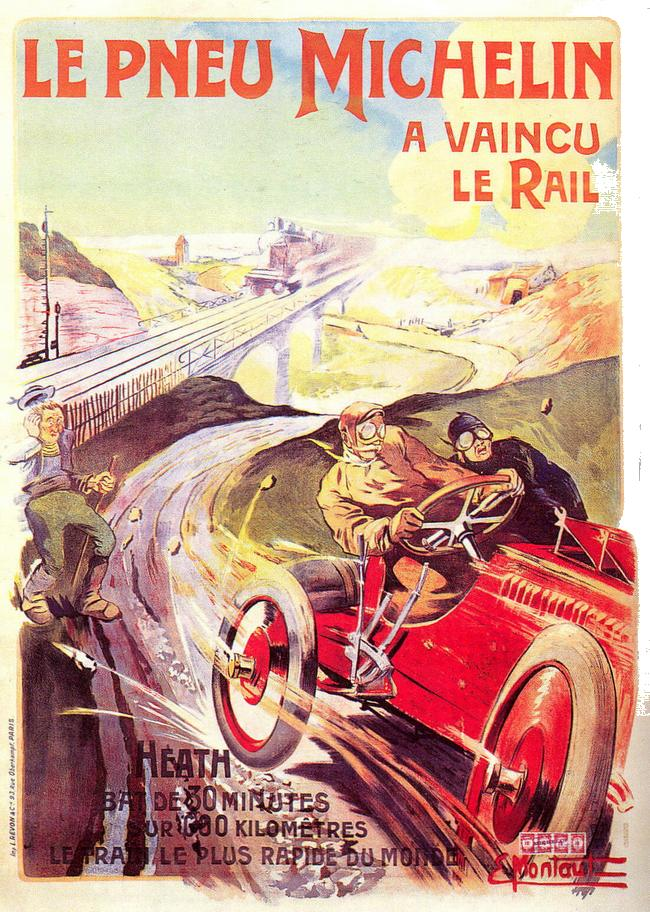
Affiche pour le pneu Michelin (1905).

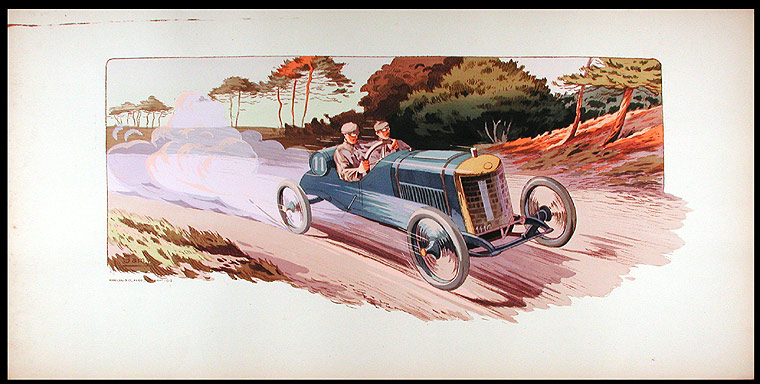
Paul Bablot vu par Montaut au GP de France 1913, sur Delage, 4e sur la no 2 (II).

Artistes encore peu connus, Ernest Montaut et son épouse Marguerite Millet (1883-1949), dite Gamy (ou M. Montaut),, se spécialisent dans le dessin sur pierre lithographique : associés tout à la fin du XIXe siècle avec la marque d'un imprimeur parisien, Mabileau & Cie au 84 rue d'Amsterdam, ils élaborent de nouvelles techniques d'impressions, à partir entre autres du pochoir, qu'ils mettent au service de l'affiche et l'iconographie sportive, notamment l'automobile et l'aviation.
Vers 1904, les époux Montaut connaissent une relative notoriété internationale, leurs productions graphiques étant vendues dans une galerie newyorkaise. Ernest réalise des affiches pour des commanditaires allemands et suisses.
Jusqu'en 1913, Marguerite « Gamy » Montaut poursuit et développe son activité dans la même lignée, après la mort prématurée de son époux des suites d'une appendicite.

## Affiches
- Le pneu Michelin a vaincu le rail, impr. L. Revon & Cie [Paris], [Salon de l'automobile, Grand Palais, décembre 1905]
- Huilerie de Paris Cabanne-Nirouet... Graisse radium pour automobile, v. 1905
- Grande Semaine d'aviation de la Champagne, 1909
- Première exposition inter[nationale] de locomotion aérienne - Grand Palais, 1909
- Pelzwaren, Fourrures P. Rückmar & Co, Zürich. St. Moritz Dorf, Davosplat, s.d.
- Pneu Continental avec les fortes toiles, s.d.
- Continental... routes en rechange, avec légende humoristique, s.d.
- Pneu Hutchinson, impr. Ch. Wall & Cie [Paris], s.d.
- Cie des autos et cycles Hurtu Paris 29 avenue de la Grande-Armée, s.d.
- Clément-Bayard « en reconnaissance », impr. [Marguerite] Montaut-Mabileau, [1915 ?, plusieurs versions]

## Conservation
- Céramiques, ancien siège social Michelin, Londres - Michelin House
- Musée d'Aquitaine, Bordeaux
- Musée de la Colline, Département des Hauts-de-Seine (fermée en 2000, collections dispersées)
- Science Museum de Londres[7]

## Publications
- 10 ans de courses. Les marques victorieuses 1897-1907, album relié comprenant 31 planches lithographiques en couleurs en partie rehaussées au pochoir, 210 × 340 mm, Paris, [Marguerite] Montaut-Mabileau & Cie, [1910], tirage à environ 100 ex.